# Sceliacanthella parvipennis
Sceliacanthella parvipennis är en stekelart som beskrevs av Alan Parkhurst Dodd 1913. Sceliacanthella parvipennis ingår i släktet Sceliacanthella och familjen Scelionidae. Inga underarter finns listade i Catalogue of Life.